# Dorothy L. Sayersová
Dorothy Leigh Sayersová (13. června 1893 Oxford – 17. prosince 1957 Witham) byla anglická spisovatelka a překladatelka známá nejprve svými detektivními příběhy, poté i dramaty s náboženskou tematikou a eseji na téma křesťanství.

## Život

### Dětství a studium
Narodila se v Oxfordu v rodině duchovního anglikánské církve, který patřil ke směru high church (směr v rámci anglikánské církve nejbližší římskokatolické církvi). Rodina se přestěhovala do Bluntishamu v Cambridgeshire na východě Anglie. Do Oxfordu se vrátila v roce 1912, aby studovala na Somerville College Oxfordské univerzity, získala stipendium na obor moderní jazyky, hlavní obor francouzský jazyk. Než mohla složit závěrečné zkoušky z hlavního předmětu, musela projít zkouškou z latiny a řečtiny a dalšího předmětu, jenž prokázal její znalost Nového zákona (především evangelií a Skutků apoštolů). Rovněž složila písemnou a ústní zkoušku z německého jazyka. Vstoupila do univerzitního Bachova sboru, kde zpívala altový part.
V roce 1915 ukončila studium s vyznamenáním, ale titul B.A. (Bachelor of Arts) a M.A. Oxon (Master of Arts) jí byl univerzitou přiznán a slavnostně předán až v roce 1920, kdy teprve univerzita začala přiznávat tituly i ženám.

### Po ukončení studia
Poté působila krátce jako učitelka francouzštiny a němčiny v Hullu. K práci učitelky se ale necítila povolaná, a proto se roku 1917 vrátila do Oxfordu. Pracovala jako praktikantka v nakladatelství Blackwell a ve volném čase se intenzivně věnovala kulturnímu životu (malý domácí literární salón, hra na housle, sborový zpěv, začátek překladu Tristana, vlastní básnická tvorba).
Protože v nakladatelství nemohla plně uplatnit své prvotřídní vzdělání ani talent, odešla opět do Francie, tentokrát jako sekretářka na soukromé škole Ecole des Roches. I když vyučovala minimálně, do značné míry zodpovídala za běh školy, protože její nadřízený, o rok mladší Eric Whelpton, trpěl následky válečného zranění. Kvůli finančním potížím, ve kterých se škola ocitla, a také proto, aby konečně našla práci, která by ji naplňovala, odešla do Londýna. Zpočátku byla nezaměstnaná a živila se příležitostnými pracemi jako překlady, soukromými hodinami nebo příležitostným vyučováním na dívčích školách. V této době se definitivně rozhodla, kterému povolání se chce věnovat: začala plánovat svůj první detektivní román. Již ve Francii si všimla oblíbenosti tohoto žánru, která slibovala slušné finanční ohodnocení.

### 20. a 30. léta
Od roku 1922 pracovala deset let v reklamní agentuře Benson's jako textařka, podílela se např. na kampani pivovaru Guinness s tukanem jako maskotem nebo na nápadu tzv. mustard clubu. Zkušenosti z tohoto zaměstnání zúročila v románu Vražda potřebuje reklamu.
Po pracovně-přátelském vztahu s Ericem Whelptonem prožila vážný a komplikovaný vztah s Johnem Cournosem, americkým spisovatelem židovského původu, jehož rodina emigrovala do USA z Kyjeva, když mu bylo deset let. Není přesně známo, kde a jak se spolu seznámili, z jejich dopisů se ovšem dozvídáme, že to byl vztah velmi intenzivní, i když ne založený na fyzické stránce. Sayersová neuvažovala o volném soužití, zatímco John Cournos se vyjadřoval negativně o manželství (i když se krátce po ukončení vztahu se Sayersovou oženil). V roce 1922 se John Cournos vrátil do USA, ale dochovaly se jejich dopisy z let 1924 a 1925.
Skutečně zásadní vliv na život Sayersové měl její následující vztah s motocyklovým závodníkem s Williamem Whitem. I když oba tento vztah původně plánovali spíše jako nezávazně přátelský, Sayersová otěhotněla a v roce 1924 se jí narodil syn John Anthony. Vzhledem k různým okolnostem (mimo jiné proto, že Willam White byl již ženatý a že nechtěla zahanbit své rodiče) jej dala na výchovu k sestřenici Ivy Shrimptonové. Pravidelně finančně přispívala na jeho výchovu i vzdělání, později s ním udržovala čilou a srdečnou korespondenci.
V roce 1926 se vdala za válečného veterána Oswalda Athertona Flemminga, který Johna Anthonyho adoptoval. Ani tento vztah nebyl jednoduchý, bývalý voják Flemming podle všeho trpěl posttraumatickou poruchou a měl sklon řešit problémy alkoholem. Přestěhovali se z Londýna do Withamu, což je později uchránilo nejhorších náletů druhé světové války.
V roce 1937, poté co se přesvědčila, že umí napsat i divadelní hru, napsala na požádání katedrály v Canterbury hru The Zeal of Thy House (Horlivost pro tvůj dům) pro festival konaný ve jmenované katedrále. Tím navázala na T. S. Eliota, jenž pro tuto katedrálu napsal hry v minulých letech. Tato hra znamenala předěl v její tvorbě.
Ještě důraznější zlom však znamenal esej The Greatest Drama Ever Staged vydaný v The Sunday Times 3. dubna 1938 (česky Pravověrné křesťanství – největší drama všech dob ve Víra nebo chaos v Praze 1948).

### Za druhé světové války
Válečná léta strávila Sayersová mimo Londýn, což ovšem neumenšilo její popularitu, ani ji nezbrzdilo v práci. Od konce třicátých let přestala psát detektivní romány a začala se věnovat křesťanské tematice ve všech formách, od náboženského dramatu (i rozhlasového) přes eseje a přednášky určené širokému publiku až po teologické pojednání (The Mind of the Maker, 1941). Cítila se myšlenkově spřízněná a byla respektovaná členy sdružení Inklings (členy byli mj. C. S. Lewis nebo J. R. R. Tolkien), i když k oficiálním členům nikdy nepatřila. Reakce na její hry, eseje a přednášky byly bouřlivé jak ze strany kléru, tak ze strany laické veřejnosti, což dokazuje např. její korepondence. Sayersová se aktivně podílela na přípravách inscenací od obsazení rolí až po změny textu, pakliže měla pocit, že to hra vyžaduje. Tato léta patřila k jejím nejaktivnějším, někdy pracovala na několika rozepsaných textech zároveň a vyčítala si, že neumí odmítat prosby o eseje či přednášky.
Sayersová se rovněž účastnila konference v Malvern, kde se roku 1940 sešli zástupci křesťanských církví, aby diskutovali o úloze církve v nastávajícím válečném období. Rozhodný a jasný projev, který zde 8. ledna přednesla, sklidil veliký ohlas a byl vydán londýnským nakladatelstvím Gollancz pod názvem Begin Here, A War-Time Essay.
Během druhé světové války pravidelně vystupovala v rozhlase. Pro náboženskou sekci BBC psala a vysílala promluvy, jejichž cílem bylo vysvětlování křesťanství s důrazem na aktuálnost v dané době (The Christ of the Creeds, vydala Dorothy L. Sayers Society, 2008). Vrcholem spolupráce s BBC byl cyklus dvanácti her o životě Ježíše Krista Zrozen, aby byl králem, jenž byl jedním z důvodů, proč jí byl v roce 1943 nabídnut čestný titul doktora theologie (jenž ale odmítla z morálních důvodů). Charakteristickým rysem práce Sayersové byl ekumenismus, tj. snaha o dialog se všemi křesťanskými církvemi na území Velké Británie té doby.
V roce 1944 se nechala unést Božskou komedií Danta Alighieriho a začala ji překládat.

### Po druhé světové válce
Po druhé světové válce se věnovala psaní divadelních her (The Just Vengeance pro katedrálu v Lichfieldu, 1946; The Emperor Constantine pro festival v Colchesteru, 1951) a esejů (Creed or Chaos, 1947, česky Víra nebo chaos, Praha 1948; Unpopular Opinions, 1946).
Hlavně se ale zabývala překladem Božské komedie, nově přeložila Peklo a Očistec, které byly vydány nakladatelstvím Penguin. Ráj již přeložit nestačila, překlad za ni dokončila Barbara Reynoldsová.
Dorothy Sayersová byla od roku 1949 až do své smrti (1957) předsedkyní britského Detektivního klubu.

## Dílo

### Detektivní žánr
Sayersová si byla vědoma svého spisovatelského talentu, který se u ní projevoval již od mladšího školního věku, kdy psala vlastní divadelní hry pro sebe a pro své přátele, a které za pomoci celé domácnosti předváděla v rodičovském domě. Na druhou stranu si byla vědoma určitého nedostatku fantazie, která by ji nutila či jí umožňovala psát vzletnou a efemérní prózu. Mnohem více vynikala v popisu důvěrně známých míst, zkušeností a lidí (jak poznamenala již její učitelka angličtiny na střední škole Godolfin), ale právě tato míra realismu a nutnost pevné struktury a logiky, které detektivní žánr vyžaduje, jí umožnily uplatnit se zpočátku v této literární oblasti. Dalším faktorem, který rozhodně přispěl k jejímu úspěchu, byla její nefalšovaná záliba v napínavých příbězích a drsných detailech, které měla ráda od dětství.
V části detektivních příběhů vystupuje hlavní detektiv Sayersové lord Petr Wimsey, mající klasické vzdělání a zálibu ve sbíraní starých tisků a jemuž aristokratický původ poskytuje dost času i prostředků na řešení detektivních záhad. Některé z detektivních románů sledují jeho vývoj, v románu Prudký jed se seznámí se spisovatelkou Harrietou Vane a v Busman's Honeymoon se koná jejich svatební cesta. (V roce 1936 byla v Londýně uvedena stejnojmenná hra, kterou napsala po úspěchu svých detektivních románů a pro velkou oblíbenost hlavních postav.) Lorda Petera opatřila rodokmenem po vzoru Who's Who, rovněž mu vymyslela erb a rodinné motto As your whimsey takes you (slovní hříčka, kde whimsey znamená vrtoch či rozmar; tato vlastnost je pro lorda Petera charakteristická). Popisuje ho věrně a detailně a s důsledností se ho drží, zapojuje ho do děje a dává mu vlastní vývoj. Pravou rukou lorda Petera je komorník Bunter, všeuměl se specializací na fotografování a fotografickou techniku.
Předobrazem Petera Whimseyho byl oxfordský student Maurice Roy Ridley, kterého spisovatelka poznala roku 1920 u příležitosti promoce. Při psaní příběhů s lordem Wimseym dokázala zapomenout na starosti a někdy i na skutečnou nouzi, kterou zažívala na počátku svého londýnského života – svůj hlad a nuzné vybavení bytu si kompenzovala popisem vybraných menu.
Dorothy L. Sayersová byla mnohokrát tázána, zda a do jaké míry jsou její detektivní romány autobiografické a která postava ztvárňuje ji samotnou. Odpovídala, že jako autorka je součástí všech svých postav, jinak by její postavy nebyly živé. Tuto myšlenku rozpracovala ve svém teologickém pojednání The Mind of the Maker v roce 1941.
Dalším svérázným detektivem je obchodní cestující Montague Egg.
Ve sbírkách povídek Katovy prázdniny (Hangman's Holiday) a Leopardí dáma (In the teeth of the Evidence) se objevují zajímavé povídky, ve kterých nejde o vraždu. D. L. Sayersová zde odhaluje povahu člověka se všemi jejími hloubkami a neobává se odhalit ani ty nejnepříjemnější pohnutky, které si čtenáři jen neradi připouštějí. Tento zájem o pozadí lidské mysli a motivace je charakteristický pro její zájem o etiku, resp. o křesťanskou etiku.

#### Detektivní příběhy
- Vražda žádá metodu (Whose Body?, 1923) – přeložil Vladimír Procházka (1993)
- Příliš mnoho svědků (Clouds of Witness, 1926) – přeložil Jan Klíma (2005)
- Nepřirozená smrt (Unnatural Death, 1927)
- Nepříjemnost v klubu Bellona (The Unpleasantness at the Bellona Club, 1928)
- Lord Peter Views the Body (sbírka povídek, 1928)
- The Documents in the Case  (spol. s Robertem Eustacem, 1930)
- Prudký jed (Strong Poison, 1930; některá česká vydání vyšla pod názvem Podivné námluvy lorda Petra)
- Pět falešných stop nebo Pět nepravých stop (Five Red Herrings, 1931)
- Mrtvola nutná (Have His Carcase, 1932) – přeložil Jan Klíma (2001)
- Vražda potřebuje reklamu (Murder Must Advertise, 1933)
- Katovy prázdniny (Hangman's Holiday, 1933) – 12 povídek
- Devět hran nebo Devět krejčíků (The Nine Tailors, 1934)
- Oxfordský anonym (Gaudy Night, 1935) – přeložil Jan Klíma (2006)
- Leopardí dáma (In the Teeth of the Evidence, 1939) – 18 povídek – přeložil Jan Klíma (2001)
- Dobrodružný život milovníka starých tisků (výbor povídek v češtině)
- Třikrát lord Petr (1971 a 1991) – soubor děl Vražda žádá metodu, Nepříjemnost v klubu Bellona a Podivné námluvy lorda Petra, přeložili Vladimír Procházka a Eva Outratová
- Lásku a vraždu neutajíš (Thrones, Dominations, 1998); (spol. s Jill Paton Walshovou, 1998) – přeložil Jan Klíma (2002)

Rovněž pravidelně psala úvody k výborům detektivních povídek pod názvem „Great Short Stories of Detection, Mystery and Horror“.

### Křesťanství
Sayersová se stavěla proti křesťanství v té podobě, jak jej pozorovala u svých současníků: vyprázdněné, postavené buď na resentimentu, nebo na nesrozumitelných katechismových definicích. Šlo jí o to, aby její čtenáři a posluchači neopakovali pouze fráze nebo klišé, ale pochopili podstatu křesťanství, že to je především pevná myšlenková struktura popsaná v textech vyznání a skutečné lidské drama obsažená v evangeliích, a ne jen emoce a sentiment náboženských písní, odmítala křesťanství postavené na Kristu v pastelových barvách, onom vždy mírném a tichém muži s pohledem raněné laně. Rovněž odmítala nepřesný výklad křesťanské nauky a hlavně v té době velmi rozšířený přístup, kdy lidé dogmaty pohrdali a považovali je za nudná a za jakousi nadstavbu nasazenou uměle na křesťanství zvenčí církví. Vinu na tomto vývoji spatřovala jednak v používaném archaickém překladu Bible krále Jakuba, kterému většina lidí žijících v první polovině 20. století již nerozuměla, jednak u samotných kněží a teologů, kteří namísto jasných slov používali nesrozumitelný odborný jazyk. Proto se ve svých pracích intenzivně soustředila na obnovu původních významů křesťanských pojmů. Zdrojem jí byly texty vyznání víry, především Nicejsko-konstantinopolské, Apoštolské a Atanášovo.
Již první esej věnovaný tomuto tématu, The Greatest Drama Ever Staged (Pravověrné křesťanství – největší drama všech dob ve Víra nebo chaos, Praha 1948), vzbudilo velký ohlas. Sayersová zde odmítá označení dogmatu za nudné a konfrontuje čtenáře s tím, že ono „nudné“ dogma nemluví o ničem menším než o narození a umučení nevinného člověka, Ježíše Krista, Syna Božího, a ptá se, jak tato fakta může někdo nazvat nudnými.
Sayersová dobře vystihla problémy „obyčejných“ zvídavých lidí, kteří by se rádi dozvěděli o křesťanství víc nebo jej pochopili do větší hloubky, ale nenacházeli nikoho, kdo by jim dal srozumitelné odpovědi na jejich otázky.
Ostatní eseje a přednášky se nesou ve stejném duchu: neúprosně logicky vystavěná argumentace s výborně vypointovaným přesvědčivým závěrem.
Charakteristickými znaky stylu Sayersové jsou i ironie a sarkasmus.
Inspirací jí byl G. K. Chesterton, jehož knihy znala od svých asi 16 let.

#### Náboženská dramata
Divadelní hry s náboženskou tematikou vznikaly na základě konkrétních objednávek pro festivaly konané ve velkých katedrálách, proto byly psané těmto událostem na míru. Slouží rovněž jako důkaz, že teologii lze zprostředkovat srozumitelně bez odborných frází. Sayersová byla přesvědčena, že jazyk poezie může plnohodnotně sdělovat pravdu stejně jako jazyk vědy.
The Zeal for Thy House (Horlivost pro tvůj dům, titul je veršem Žalmu 69, konkrétně 69,10) z roku 1937 má za námět život architekta Williama ze Sens, žijícího ve 12. století, který pracoval na stavbě katedrály. Během práce, kterou vykonává s horlivostí, nadšením a pýchou, se se svým dílem ztotožní natolik, že se staví na roveň Bohu a mluví o něm jako o „kolegovi“, neboť oba přece tvoří. Zde se poprvé objevuje motiv Boha Tvůrce, Stvořitele a tvořícího člověka. Této metafoře věnuje Sayersová v roce 1941 knihu The Mind of the Maker.
The Devil to Pay (úsloví pocházející ze 17. století), napsaná roku 1939, je na faustovské téma a představuje autorčino chápání existence zla ve světě: Bůh zlo aktivně netvoří, zná jej jako potenciální možnost, život mu dává až člověk svým hříchem (viz učení sv. Augustina). Sayersová zde vytváří vlastního Fausta (nepřebírá Fausta Goethova ani Marlowova), jehož největším hříchem je snaha o návrat k původní nevinnosti prostřednictvím kouzla a odmítnutí zodpovědnosti za fakt, že to není možné. Návrat do stavu původní nevinnosti však není možný, to by znamenalo, že Bůh mění svůj vlastní zákon, na kterém Země stojí – zákon příčiny a následku. Když svůj omyl pochopí, je mu odpuštěno. Rovněž tento motiv je podrobněji rozpracován v The Mind of the Maker.
He that Should Come (1939) – vánoční rozhlasová hra, která líčí příběh Marie a Josefa z neobvyklé perspektivy: ne z pohledu stáje s jesličkami, ale z pohledu světa, do kterého se Ježíš narodil. Jednoaktová hra se odehrává v přeplněném zájezdním hostinci a příchod Marie s Josefem vůbec nestojí v centru pozornosti. Jím se stane teprve po příchodu udýchaných pasáčků, kteří si zaskočí na pivo, poté co byli pozdravit Mesiáše a než zase odejdou za ovcemi.
The Man Born to be King (Zrozen, aby byl králem) je sérií dvanácti rozhlasových her o životě Ježíše Krista, poprvé byla vysílaná od prosince 1941 do října 1942. Sayersová zvolila inovativní přístup k tomuto tématu: některé části evangelia si přeložila sama z řečtiny (část o blahoslavenství), každé postavě vytvořila vlastní řeč, tj. nechala celníka mluvit jako celníka a nevložila mu do úst věty z Bible. Rovněž Ježíš je v jejím pojetí velmi plastický, jeho řeč není citováním evangelií. Tento přístup pobouřil veřejnost, která se domnívala, že jej tím znesvěcuje. Nicméně většina kněží tyto pořady vítala s tím, že Sayersová přesně vystihla způsob, jakým přiblížit evangelium: jako příběh a drama, jehož součástí se posluchači mohou stát.
The Just Vengeance (1946) je hra napsaná pro katedrálu v Lichfieldu na téma je pokání, odpuštění a smíření. Mladý letec sestřelený za druhé světové války se po smrti vrací do rodného Lichfieldu, kde – přes počáteční odpor a nepochopení možnosti vykoupení skrze Ježíšovu oběť – na sebe sám bere kříž za své rodné město, aniž si nejdřív uvědomuje, že jedná tak, jak zpočátku považoval za nesmyslné. V této hře Sayersová objasňuje podstatu vtělení Ježíše Krista.
The Emperor Constantine (1951) je hra napsaná pro festival v Colchesteru. Za námět posloužila oblíbená legenda o králi Coelovi, jehož dcera Helena byla údajně manželkou císaře Konstantina, který roku 313 ukončil Ediktem milánským pronásledování křesťanů. Děj hry je zasazen do roku 312, kdy Konstantin dosáhl vítězství v bitvě, kterou zvítězil v občanské válce a upevnil svou moc v Římské říši. Podle historických pramenů se mu před bitvou zjevil ve snu tehdy neznámý Bůh a pomohl mu v bitvě, do níž Konstantinovi vojáci nesli Kristův monogram. Klíčovou scénou hry je ale scéna mezi Ariem a Atanášem odehrávající se na nikajském koncilu roku 325, kde bylo formulováno tzv. nicejské dogma vyjádřené Nicejským vyznáním víry (po dopracování na koncilu v Konstantinopoli Nicejsko-konstantinopolské), kterým je jednoznačně řečeno, že Ježíš je jedné podstaty s Otcem, tedy od věčnosti, zatímco Arius tvrdil, že tomu tak po určitou dobu nebylo. Tato scéna se dokonce osamostatnila a někdy byla hrána sama o sobě.

#### Eseje a další
The Mind of the Maker (nakladatelství Meuthen, Londýn, 1941). Sayersová se zde zabývá metaforou Boha-Tvůrce (Stvořitele, tj. toho, kdo tvoří) a lidského autora, tj. tvořícího člověka. Podle ní je právě lidská schopnost tvořit tím, co z člověka dělá „obraz Boží“ (Gn 1,27).
Unpopular Oppinions (1946) – sbírka esejů o křesťanství.
Creed or Chaos (1947) – sbírka esejů o křesťanství.

## Společnost Dorothy L. Sayersové
Společnost Dorothy L. Sayersové (Dorothy L. Sayers Society) byla založena v roce 1976. Její předsedkyní je Dr. Barbara Reynoldsová, profesorka italštiny a kmotřenka Sayersové, která po ní dokončila část Ráj překladu Božské komedie a která je editorkou její korespondence vydané Společností ve čtyřech svazcích.